# Wilkie Collins

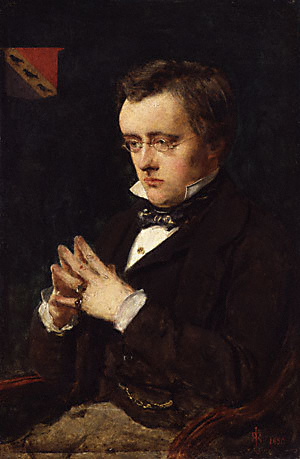
Wilkie Collins, 1850

William Wilkie Collins (8. ledna 1824 – 23. září 1889) byl anglický romanopisec, autor povídek a divadelních her. Svá díla vydával pod jménem Wilkie Collins. Řadí se k autorům tzv. senzačních románů (angl. sensation novel), které byly velmi populární v Anglii 60. a 70. let 19. století.
Za svůj život vydal 23 románů, šest sbírek povídek, jednu sbírku esejů, jeden cestopis, jednu biografii, patnáct divadelních her, přes 100 prací faktografického rázu a obrovské množství povídek, které nebyly vydány knižně, ale jen v časopisech.
Ve své době byl jedním z nejvyhledávanějších a také nejlépe placených spisovatelů. Přátelil se s mnoha význačnými osobnostmi z literárních kruhů, velmi blízko měl zejména ke spisovateli Charlesi Dickensovi. Ale na rozdíl od Dickense, jehož popularita po smrti vzrůstala, bylo Collinsovo jméno trochu pozapomenuto. Nicméně v současnosti se stávají práce Wilkieho Collinse předmětem pozornosti kritiků i čtenářů. Napomáhají tomu i poměrně časté televizní a filmové adaptace jeho děl.
Ve čtyřech svazcích byly vydány všechny jeho dopisy, které zveřejnily mnohé z jeho bouřlivého života. Vedl velmi nekonvenční, bohémský život, miloval dobré jídlo a víno, rád a často cestoval, udržoval dlouhodobé vztahy se dvěma ženami, ale s ani jednou se neoženil, a dlouhodobě se oddával braní velkých dávek opia, aby si ulevil od bolestí. Collinsův neortodoxní životní styl naznačuje jeho cynický pohled na tehdejší upjatou viktoriánskou společnost. To, spolu s jeho smyslem pro humor a kritikou křivd, jež se na lidech dopouštěla společnost, je patrné i v jeho románech.
K nejznámějším dílům Wilkieho Collinse se řadí romány Žena v bílém (jeden z tehdy tolik populárních tzv. senzačních románů), Měsíční kámen (často označován za první opravdový detektivní příběh), Armadale a Bezejmenný.

## Životopis

### Dětství a raná léta
William Wilkie Collins se narodil v londýnské čtvrti Maryleboneu 8. ledna 1824 jako nejstarší syn Williama Collinse, uznávaného krajináře a portrétisty. Jméno dostal po svém kmotrovi, Siru Davidu Wilkiem. V této čtvrti Londýna žil po většinu svého života.
V roce 1835 začal navštěvovat školu (Maida Hill Academy), kterou v roce 1836 na dva roky opustil, aby se přidal ke svým rodičům a mladšímu bratru Charlesovi na cestu do Francie a Itálie (září 1836 – srpen 1838). Později to komentoval tak, že ty dva roky na cestách mu přinesly více než celá školní docházka. Po návratu do Anglie pokračoval ve vzdělávání na Coleově internátní škole. Právě zde začal poprvé psát. V roce 1841 školu ukončil a začal pracovat u společnosti Antrobus & Co., která obchodovala s čajem. V tomto období započal práce na svém prvním vydaném díle – The Last Stage Coachman, které vyšlo v Illuminated Magazine Douglase Jerroldse v srpnu roku 1843.
V květnu roku 1846 zahájil studia práv na Lincoln´s Inn, která úspěšně dokončil složením advokátské zkoušky v roce 1851. Tuto profesi ale ve svém životě nikdy nevykonával. Využil svých znalostí aspoň při psaní kriminálních zápletek a tak, že v několika svých románech právníky obsadil do hlavních postav.

V roce 1847 zemřel Collinsův otec a o rok později vyšla jeho první kniha pojednávající o otcově životě – The Memoirs of the Life of William Collins, Esq., R.A., která byla u kritiků velmi dobře přijata. Následoval historický román Antonina (1850) a tři romány ze současnosti: Basil (1852) – Collinsův první román postavený na napětí, zločinu a tajemnu, Hide and Seek (1854) a Hrobové tajemství (The Dead Secret, 1857).

### Dospělost
Ačkoli mu v 50. letech 19. století vyšlo několik knih, pocházely Collinsovy hlavní příjmy z novinařiny. Přispíval do Bentley's Miscellany, The Leader a od roku 1852 také do časopisu Charlese Dickense Household Words. 

Právě setkání s Dickensem v roce 1851 zprostředkované jejich společným přítelem Augustem Eggem bylo pro Collinse velmi důležité – započalo tak hluboké a dlouholeté přátelství, které ukončila až Dickensova smrt v roce 1870. Často společně podnikali cesty do Itálie a Francie a sdíleli rovněž společnou vášeň pro ochotnická divadelní představení. Wilkie Collins se stal snad nejčastějším návštěvníkem Dickensovy domácnosti na Tavistock House and Gad's Hill. Dickens rovněž pomohl Collinsovi do jeho románů vnést humor a uvěřitelné postavy. Collins se stal redaktorem Dickensova časopisu Household Words. Collinsovy romány vycházely na pokračování v Dickensově týdeníku All the Year Round a později některé Dickens sám redigoval a vydal. Collinsův mladší bratr Charles Allston se oženil s Dickensovou dcerou Kate.

První Collinsův příspěvek do Household Words z roku 1852 A Terribly Strange Bed je stále vydáván v současných sbornících zabývajích se tajemnem a nadpřirozenem. V roce 1856 se Collins stal stálým zaměstnancem v nakladatelství tohoto časopisu. Jeho příspěvky činí celkem přes padesát povídek a článků, z nichž mnohé byly znovu vydány ve sbírkách: After Dark (1856), The Queen of Hearts (1859) a My Miscellanies (1863).

V roce 1855 napsal Collins divadelní hry The Lighthouse a o rok později ve spolupráci s Dickensem The Frozen Deep. Obě hry později obohatily repertoár Dickensova divadla.
Na přelomu 50. a 60. let 19. století se začalo Collinsovo zdraví prudce zhoršovat – svou nemoc sám popisoval jako revmatickou dnu nebo neuralgii. Nemoc se podepsala i na zhoršujích se potížích s očima. Často potřeboval někoho, kdo by mu dělal zapisovatele – tuto službu mu většinou poskytoval Frank Beard, jeho lékař a dobrý přítel, nebo Carrie Gravesová, dcera jeho milenky Caroline Gravesové. Vyzkoušel nespočetné množství léků a fyzioterapií, až mu nakonec Beard předepsal na utišení bolestí opium ve formě laudana. Postupem doby si ale Collins na laudanu vypěstoval závislost a jeho spotřeba tohoto opia dosahovala závratných výší.

Bylo to pravděpodobně na jaře roku 1856, kdy se setkal s osudovou ženou svého života. Toto první setkání se odehrálo jednoho večera, když se Collins vracel, doprovázen svým bratrem Charlesem a malířem Millaisem, z procházky domů. Byli osloveni tajemnou ženou oděnou ve splývavých bílých šatech, která prchala z vily v Regent's Park, kde byla držena násilím. Touto „ženou v bílém“ byla ovdovělá Caroline Gravesová, která měla dceru jménem Harriet Elizabeth (také se jí říkalo Carrie). Caroline a Wilkie Collins nikdy neuzavřeli sňatek, ale od roku 1858 spolu žili po 30 let víceméně bez přestávky až do Collinsovy smrti.
Právě toto setkání inspirovalo Wilkieho Collinse k napsání jeho snad nejslavnějšího románu Žena v bílém (1860).

### Vrcholné období
Právě 60. léta 19. století se nesla ve znamení naprostého literárního triumfu, když byly Collinsovi vydány jeho čtyři nejuznávanější romány, které ho vynesly na vrchol popularity: Žena v bílém (The Woman in White, 1860), Bezejmenné (No Name, 1862), Armadale (1866) a Měsíční kámen (The Moonstone, 1868).

Kolem roku 1864 Wilkie Collins potkal Marthu Ruddovou. Setkání se odehrálo pravděpodobně buď v Great Yarmouth nedaleko jejího domova ve Wintertonu, nebo přímo v Londýně, kde Martha pracovala jako služebná v domě Collinsovy matky. V době jejich setkání bylo Collinsovi 40 let, Marthě 19. V roce 1869 jí Collins zařídil byt na londýnské adrese 33 Bolsover Street nedaleko svého vlastního domu na 90 Gloucester Place (teď nese číslo 65). Ani s touto ženou se Collins nikdy neoženil, ačkoli spolu měli tři děti: Marianu, Harriet a Charleyho.

V říjnu 1868 se Caroline Gravesová, Collinsova „žena v bílém“, provdala za Josepha Clowa. Není známo, zda tak učinila proto, že se prostě chtěla provdat a dala Collinsovi ultimátum, nebo pro možné roztržky způsobené jeho zálety k Marthě Ruddové. Na svatbě jí byli za svědka její dcera Carrie z prvního manželství a Collinsův lékař Frank Beard. Obřadu se zúčastnil i Collins. Nicméně Caroline se od Wilkieho Collinse odpoutat jen tak lehce nemohla – v dubnu 1871 se k němu sama vrátila a žila s ním až do konce jeho života. 

V roce 1873 podnikl Collins cestu po Spojených státech, kde se mimo jiné setkal s Markem Twainem a Henrym Wadsworthem Longfellowem.
Smrt Charlese Dickense v roce 1870 byla pro Collinse velkou ránou a připravila ho o významného rádce a pomocníka. Ačkoli v 70. letech nebyla jeho popularita tak velká, přesto pokračoval Collins v psaní dalších románů. V románu Nová Magdalena (The New Magdalen, 1873) se kriticky vymezil ke společenským předsudkům vůči tzv. „padlým ženám“, The Evil Genius (1886) pojednával o cizoložství a rozvodu.

### Pozdní období
V průběhu 80. let se Collinsovo vždy chatrné zdraví ještě zhoršovalo. Sužovaly ho srdeční problémy, které mu ztěžovaly dýchání. V roce 1889 prodělal těžký zánět průdušek a 30. června téhož roku ho postihla mrtvice. Zemřel o necelé tři měsíce později 23. září 1889. Ve své závěti trval na prostém pohřbu. Caroline zemřela o šest let později než Collins a byla pohřbena ve stejném hrobě jako Wilkie na hřbitově Kensal Green. Poslední Collinsův román Blind Will byl vydán posmrtně v roce 1890 a byl dokončen Walterem Besantem.
Ačkoli kritika tvrdí, že jeho pozdní tvorba postrádá pronikavost a živost jeho raných děl a jeho tvorba zůstala ve stínu jeho slavnějšího přítele Charlese Dickense, přesto zůstal Wilkie Collins velmi oblíbeným autorem, čemuž nasvědčuje i zvýšený zájem o jeho díla ze strany televizních a filmových producentů. Po mnohaleté pauze jeho knihy opět zaplňují regály v knihkupectvích.

## Dílo

### Romány
- Antonina; nebo the Fall of Rome (1850)
- Mr Wray's Cash-Box; nebo the Mask and the Mystery (1852)
- Basil: A story of Modern Life (1852)
- Hide and Seek (1854)
- Hrobové tajemství (The Dead Secret, 1857)
- Žena v bílém (The Woman in White, 1860)
- Bezejmenný (No Name, 1862)
- Armadale (1866)
- Měsíční kámen (The Moonstone. A Romance, 1868)
- Man and Wife. A Novel (1870)
- Poor Miss Finch. A Novel (1872)
- Nová Magdalena (The New Magdalen. A Novel, 1873)
- The Law & the Lady: A Novel (1875)
- The Two Destinies: A Romance (1876)
- A Rogue's Life: From his Birth to his Marriage (1879)
- The Fallen Leaves (1880)
- Jezebel's Daughter (1880)
- The Black Robe (1881)
- Heart and Science: A Story of the Present Time (1883)
- "I Say No" (1884)
- The Evil Genius: A Domestic Story (1886)
- The Guilty River (1886)
- The Legacy of Cain (1889)
- Blind Love (dokončil Walter Besant po smrti W. Collinse) (1890)

### Sbírky povídek
- After Dark (1856)
- The Queen of Hearts (1859)
- Miss or Mrs.? and other Stories in Outline (1873)
- The Lazy Tour of Two Idle Apprentices, etc (není znám datum vydání)
- The Frozen Deep and Other Stories (1874)
- The Haunted Hotel: a Mystery of Modern Venice (1879)
- Little Novels (1887)

### Divadelní hry – výběr
- The Lighthouse (1855)
- The Frozen Deep (1857)

### Biografie
- Memoirs of the Life of William Collins, Esq., R.A. (1848)

### Cestopisy
- Rambles Beyond Railways; nebo také Notes in Cornwall Taken A-Foot (1851)

### Eseje
- My Miscellanies (1863)